# Eukoenenia maros
Espèce
Eukoenenia maros est une espèce de palpigrades de la famille des Eukoeneniidae.

## Distribution
Cette espèce est endémique de Sulawesi en Indonésie. Elle se rencontre dans la grotte Gua Tanette à Kappang dans la province de Sulawesi du Sud.

## Description
La femelle holotype mesure 0,98 mm.

## Étymologie
Son nom d'espèce lui a été donné en référence au lieu de sa découverte, le kabupaten de Maros.

## Publication originale
- Condé, 1992 : Palpigrades cavernicoles et endogés de Thaïlande et des Célèbes (lere note). Revue Suisse de Zoologie, vol. 99, no 3, p. 655-672 (texte intégral).